# Li Yin
Li Yin is een Chinees filmregisseur. De film The Knot verwierf in 2007 een Golden Rooster Award en een Huabiao Film Award, beide voor beste regisseur.

## Filmografie
| Film                                        | Jaar | Genre               | Rol       |
| ------------------------------------------- | ---- | ------------------- | --------- |
| The Story of Xinghua (Xinghua san yue tian) | 1994 | filmdrama           | regisseur |
| The Knot (Yun shui yao)                     | 2006 | filmdrama/romantiek | regisseur |

- Gemeinsame Normdatei: 172522277
- International Standard Name Identifier: 0000 0000 9707 2676
- Library of Congress Control Number: no2010152061
- Virtual International Authority File: 143495927